# Genzentrum
Als Genzentrum, auch Mannigfaltigkeitszentrum, Allelzentrum oder Ursprungszentrum, werden Gebiete mit besonders großer genetischer Mannigfaltigkeit einer bestimmten Gattung oder Art bezeichnet.
Sie sind als eine geografische Region, in der eine Gruppe von Organismen entweder domestiziert oder auch frei-lebend ihre unterschiedlichen Eigenschaften entwickelt hat, definiert.
Oft sind diese Zentren in Regionen mit stark unterschiedlichen Umweltbedingungen entstanden, wodurch eine einseitige Selektion verhindert wurde.
Auch heute sind Ursprungszentren meist noch durch eine sehr hohe Bio-Diversität gekennzeichnet.

## Pflanzen
Die Ursprungszentren landwirtschaftlicher Nutzpflanzen sind für die Pflanzenzucht sehr bedeutend. So können Gene der wilden Verwandten (crop wild relatives), aber auch ähnlicher Kulturarten, für eine Verbesserung der Sorteneigenschaften herangezogen werden. (z. B. Resistenzzüchtung gegenüber bestimmten Krankheiten)
Die Auseinandersetzung mit der Herkunft unserer Pflanzen ist aber auch wichtig, um der radikalen Reduzierung der Artenvielfalt sowie dem Verlust des hohen genetischen Potenzials, bedingt unter anderem durch einen Rückgang des natürlichen Lebensraums (Abholzung der Regenwälder, Verstädterung, …) entgegenzuwirken.
Neben dem Schutz der natürlichen Lebensräume wird die genetische Vielfalt aber auch in großen Saatgutbanken gesichert.

### Zentrum der Mannigfaltigkeit nach Wawilow
Der russische Botaniker Nikolaj Wawilow entdeckte auf seinen zahlreichen Forschungsreisen, dass in bestimmten geographischen Regionen eine außerordentliche Mannigfaltigkeit an Wildformen unserer Kulturpflanzen aufzufinden sind. Diese Regionen bezeichnete er als Genzentren.
Diese Zentren der Mannigfaltigkeit wurden als Ausgangszentren für die Domestizierung unserer Kulturpflanzen definiert.
Wawilow entwickelte die Theorie, dass die Domestizierung nicht zufällig über die Welt verteilt, sondern in ganz bestimmten Regionen begann.
Bis heute ist in diesen Regionen eine besonders hohe Artenvielfalt an wilden Verwandten der Kultursorten zu finden.
Weltweite Ursprungszentren der Kulturpflanzen
| Region                       | Pflanzen |
| ---------------------------- | --- |
| 1. Südmexiko, Mittelamerika: | inklusive Guatemala, Honduras und Costa Rica. - Getreide und Gemüse: Mais, Gartenbohne, Limabohne, Teparybohne, Jackbohne, Amarant - Kürbisgewächse: Feigenblatt-Kürbis, Chayote - Faserpflanzen: diverse Baumwollarten, Henequen (Faseragave), Sisal-Agave - Weitere: Süßkartoffel, Pfeilwurz, Paprika, Papaya, Guave, Cashew, Cherry-Tomate, Kakao |
| 2. Südamerika:               | 62 Pflanzen in 3 Unterzentren 2A. Peru, Ecuador, Bolivien: - Wurzel- und Knollenpflanzen: Anden-Kartoffel, diverse Kartoffelsorten. - Getreide und Gemüse: Stärke-Mais, Limabohne, Gartenbohne - Gemüse: Pepino / Melonenbirne, Tomate, Physalis/Blasenkirschen, Kürbis, Paprika - Faserpflanzen: Ägyptische Baumwolle - Früchte und Weitere: Kakao, Maracuya, Guave, Tabak 2B. Chiloé (Insel bei Südchile) - Kartoffel, Erdbeere 2C. Brasilien-Paraguay - Maniok, Erdnuss, Gummibaum, Ananas, Cashew. |
| 3. Mittelmeerraum:           | 84 Pflanzen - Getreide und Gemüse: Hartweizen, Emmer, Dinkel, diverse Hafersorten, Saat-Platterbse, Erbse, Lupine - Futterpflanze: Weißklee, Inkarnatsklee - Öl- und Faserpflanzen: Lein, Raps, Schwarzer Senf, Olive - Gemüse: Rote Bete, Kohl, Rübe, Salat, Spargel, Sellerie, Zichorie, Pastinake, Rhabarber - ätherische Öl- und Gewürzpflanzen: Kümmel, Anis, Thymian, Pfefferminze, Hopfen, Salbei. |
| 4. Mittlerer Osten:          | inklusive Teile Asiens, gesamter Südkaukasus, Iran, Berggebiete von Turkmenistan – 83 Pflanzen - Getreide und Gemüse: Einkorn, Hartweizen, Weizen, Orientalischer Weizen, Persischer Weizen, zweizeilige Gerste, Roggen, Linsen, Lupine - Futterpflanzen: Luzerne, Persianerklee, Bockshornklee, Wicke - Früchte: Feige, Granatapfel, Apfel, Birne, Quitte, Kirsche. |
| 5. Äthiopien:                | inklusive Abessinien, Eritrea und Teile von Somaliland. 38 Pflanzen; reich an Weizen und Gerste - Getreide und Gemüse: Abessinien-Hartweizen, Emmer, Gerste, Perlhirse, Sorghum, Augenbohne, Lein - Weitere: Sesam, Wunderbaum, Gartenkresse, Kaffee, Eibisch, Myrrhe. |
| 6. Zentral-Asien:            | inklusive Nordwest-Indien (Punjab, Grenzregionen im Nordwesten und Kaschmir), Afghanistan, Tadschikistan, Usbekistan und West-Tian-Shan – 43 Pflanzen - Getreide und Gemüse: Weizen, Bohne, Linse, Pferdebohne, Kichererbse, Mungobohne, Senf, Lein, Sesam - Faserpflanzen: Hanf, Baumwolle - Gemüse: Zwiebel, Knoblauch, Spinat, Karotte - Früchte: Pistazie, Birne, Mandel, Wein, Apfel. |
| 7. Indien:                   | Zwei Subzentren 7A. Indo-Burma: Hauptzentrum (Hindustan): umfasst Assam und Burma, aber nicht Nordwest-Indien, Punjab und die Grenzgebiete im Nordwesten – 117 Pflanzen - Getreide und Gemüse: Reis, Kichererbse, Straucherbse, Urdbohne, Mungobohne, Reisbohne, Augenbohne, - Gemüse und Knollengewächse: Aubergine, Gurke, Rettich, Taro, Yams - Früchte: Mango, Orange, Mandarine, Zitrone, Tamarinde - Zucker-, Öl- und Faserpflanzen: Zuckerrohr, Kokosnuss, Sesam, Öldistel, Baumwolle, Orientalische Baumwolle, Jute, Kenaf - Gewürz- und Färberpflanzen und Weitere: Hanf, Schwarzer Pfeffer, Gummibaum, Sandelbaum, Ceylon-Zimtbaum, Croton, Bambus. 7B. Siam-Malaya-Java: inklusive Indochina und Malayischem Archipel, 55 Pflanzen - Getreide und Gemüse: Hiobsträne, Juckbohne - Früchte: Pampelmuse, Banane, Brotfrucht, Mangostane - Öl-, Zucker-, Gewürz- und Faserpflanzen: Lichtnussbaum, Kokosnuss, Zuckerrohr, Gewürznelke, Muskatnuss, Schwarzer Pfeffer, Manilahanf. |
| 8. China:                    | 136 Pflanzen - Getreide und Gemüse: z. B.: Rispenhirse, Kolbenhirse, Koaliang, Buchweizen, Sojabohne, Adzukibohne, Velvetbohne - Wurzel- und Knollengewächse, Gemüse: z. B.: Chinesischer Yams, Rettich, Chinakohl, Zwiebel, Gurke - Früchte und Nüsse: z. B.: Birne, Chinesischer Apfel, Pfirsich, Aprikose (Marille), Kirsche, Walnuss, Litschi - Zucker-, Medizin- und Faserpflanzen: z. B.: Zuckerrohr, Mohn, Ginseng, Kampferbaum, Hanf. |